# Andet koncil i Nikæa
Andet koncil i Nikæa regnes som det syvende økumeniske koncil for kristendommen. Kirkemødet blev holdt  i 787 for at genindføre brug af og ærbødighed for ikoner (eller religiøse billeder), hvilket var blevet undertrykt ved kejserligt edikt i det byzantinske rige under kejser Leo 3. (717–741), hvis søn Konstantin 5. (741–775), i 754 havde holdt koncilet i Hieria for at gøre undertrykkelsen officiel.